# بندیکس ایویشن
بندیکس ایویشن (انگلیسی: Bendix Aviation) شرکت هوافضای آمریکایی است، که در سال ۱۹۲۹ تأسیس شد.